# Choritaenia capensis
Choritaenia es un género monotípico  perteneciente a la familia  Apiaceae. Su única especie: Choritaenia capensis, es originaria del sur de África. Es el único género perteneciente a la tribu Choritaenieae.

## Descripción
Es una hierba anual que alcanza un tamaño de 0.3 - 0.6 m de altura, a una altitud de  900 - 1500 metros en Sudáfrica.

## Taxonomía
Choritaenia capensis fue descrita por George Bentham y publicado en Hooker's Icones Plantarum 13: t. 1231. 1877.
Sinonimia
- Pappea capensis Sond. & Harv. (1862)[3]